# She
Die She (chinesisch 畲族, Pinyin Shēzú) sind eine der 55 offiziell anerkannten ethnischen Minderheiten der Volksrepublik China. Beim Zensus 2010 zählten sie 708.651 Menschen.

## Sprache
Die meisten She (fast 99 %) sprechen einen Dialekt des Hakka, oft zusätzlich auch andere regional vorherrschende Sprachen der Han. Ho Nte, die Sprache der She wird nur noch von etwa 1.200 Menschen gesprochen (0,17 % aller She Chinas), die in den Kreisen Boluo und Huidong der Stadt Huizhou, dem Kreis Haifeng der Stadt Shanwei und in der kreisfreien Stadt Zengcheng, die zum Verwaltungsgebiet der bezirksfreien Stadt Guangzhou gehört, leben. Diese vier Verwaltungsgebiete haben laut Zensus 2000 eine She-Bevölkerung von insgesamt 1.537 Menschen, von denen über 300 nur noch Kantonesisch sprechen. Ho Nte gehört zu den Hmong-Mien-Sprachen (auch bekannt als Miao-Yao-Sprachen) und bildet unter ihnen eine eigenständige Untergruppe.

## Verbreitung der She in China
Die knapp 45.000 She in der Provinz Guizhou bilden eine eigenständige Untergruppe, die Dongjia (东家人 Dongjia ren), die sich kulturell stark von den She in den anderen Siedlungsgebieten unterscheiden.

### Provinzebene
Beim Zensus im Jahr 2000 wurden in China 709.592 She gezählt.
Verteilung der She-Bevölkerung in China
| Verwaltungsgliederung | Anzahl She | %-Anteil aller She Chinas |
| --------------------- | ---------- | ------------------------- |
| Provinz Fujian        | 375.193    | 52,87 %                   |
| Provinz Zhejiang      | 170.993    | 24,1 %                    |
| Provinz Jiangxi       | 77.650     | 10,94 %                   |
| Provinz Guizhou       | 44.926     | 6,33 %                    |
| Provinz Guangdong     | 28.053     | 3,95 %                    |
| Provinz Hunan         | 2.891      | 0,41 %                    |
| Provinz Hubei         | 2.523      | 0,36 %                    |
| Provinz Anhui         | 1.563      | 0,22 %                    |
| Rest Chinas           | 5.800      | 0,82 %                    |

### Kreisebene
Verbreitungsgebiete der She auf Kreisebene (2000)
Hier wurden nur Werte ab 0,5 % berücksichtigt. AB = Autonomer Bezirk, AK = Autonomer Kreis.
| übergeordnete Provinzebene | übergeordnete Bezirksebene       | Kreis, Stadt, Stadtbezirk | Anzahl der She | % aller She Chinas |
| -------------------------- | -------------------------------- | ------------------------- | -------------- | ------------------ |
| Provinz Fujian             | Stadt Ningde                     | Stadt Fu’an               | 59.931         | 8,45 %             |
| Provinz Guizhou            | AB Qiandongnan der Miao und Dong | Kreis Majiang             | 35.422         | 4,99 %             |
| Provinz Fujian             | Stadt Ningde                     | Kreis Xiapu               | 35.071         | 4,94 %             |
| Provinz Fujian             | Stadt Longyan                    | Kreis Shanghang           | 30.735         | 4,33 %             |
| Provinz Fujian             | Stadt Ningde                     | Stadt Fuding              | 28.207         | 3,98 %             |
| Provinz Fujian             | Stadt Ningde                     | Stadtbezirk Jiaocheng     | 22.054         | 3,11 %             |
| Provinz Fujian             | Stadt Zhangzhou                  | Kreis Zhangpu             | 20.729         | 2,92 %             |
| Provinz Zhejiang           | Stadt Lishui                     | Stadtbezirk Liandu        | 19.455         | 2,74 %             |
| Provinz Fujian             | Stadt Fuzhou                     | Kreis Luoyuan             | 18.495         | 2,61 %             |
| Provinz Zhejiang           | Stadt Lishui                     | AK Jingning der She       | 16.144         | 2,28 %             |
| Provinz Zhejiang           | Stadt Wenzhou                    | Kreis Cangnan             | 16.133         | 2,27 %             |
| Provinz Zhejiang           | Stadt Wenshan                    | Kreis Taishun             | 13.862         | 1,95 %             |
| Provinz Zhejiang           | Stadt Lishui                     | Kreis Suichang            | 13.658         | 1,92 %             |
| Provinz Fujian             | Stadt Fuzhou                     | Kreis Lianjiang           | 11.918         | 1,68 %             |
| Provinz Fujian             | Stadt Zhangzhou                  | Kreis Zhao’an             | 11.048         | 1,56 %             |
| Provinz Fujian             | Stadt Zhangzhou                  | Stadt Longhai             | 9.583          | 1,35 %             |
| Provinz Zhejiang           | Stadt Wenzhou                    | Kreis Wencheng            | 9.287          | 1,31 %             |
| Provinz Zhejiang           | Stadt Wenzhou                    | Kreis Pingyang            | 9.137          | 1,29 %             |
| Provinz Zhejiang           | Stadt Quzhou                     | Kreis Longyou             | 8.934          | 1,26 %             |
| Provinz Jiangxi            | Stadt Ganzhou                    | Stadt Nankang             | 8.888          | 1,25 %             |
| Provinz Zhejiang           | Stadt Lishui                     | Kreis Yunhe               | 8.884          | 1,25 %             |
| Provinz Fujian             | Stadt Quanzhou                   | Kreis Anxi                | 8.673          | 1,22 %             |
| Provinz Fujian             | Stadt Ningde                     | Kreis Gutian              | 7.708          | 1,09 %             |
| Provinz Zhejiang           | Stadt Lishui                     | Stadt Longquan            | 7.486          | 1,05 %             |
| Provinz Zhejiang           | Stadt Jinhua                     | Kreis Wuyi                | 7.218          | 1,02 %             |
| Provinz Fujian             | Stadt Sanming                    | Kreis Ninghua             | 7.003          | 0,99 %             |
| Provinz Jiangxi            | Stadt Ganzhou                    | Kreis Xinfeng             | 6.462          | 0,91 %             |
| Provinz Fujian             | Stadt Nanping                    | Kreis Shunchang           | 6.246          | 0,88 %             |
| Provinz Jiangxi            | Stadt Ganzhou                    | Kreis Xingguo             | 5.777          | 0,81 %             |
| Provinz Fujian             | Stadt Quanzhou                   | Stadtbezirk Quangang      | 5.521          | 0,78 %             |
| Provinz Jiangxi            | Stadt Ganzhou                    | Kreis Dayu                | 5.380          | 0,76 %             |
| Provinz Fujian             | Stadt Fuzhou                     | Stadt Fuqing              | 5.261          | 0,74 %             |
| Provinz Fujian             | Stadt Quanzhou                   | Stadt Nan'an              | 5.218          | 0,74 %             |
| Provinz Fujian             | Stadt Sanming                    | Stadt Yong’an             | 4.637          | 0,65 %             |
| Provinz Guangdong          | Stadt Heyuan                     | Kreis Dongyuan            | 4.621          | 0,65 %             |
| Provinz Zhejiang           | Stadt Hangzhou                   | Kreis Tonglu              | 4.536          | 0,64 %             |
| Provinz Zhejiang           | Stadt Lishui                     | Kreis Songyang            | 4.526          | 0,64 %             |
| Provinz Guangdong          | Stadt Shaoguan                   | Stadt Nanxiong            | 4.430          | 0,62 %             |
| Provinz Fujian             | Stadt Zhangzhou                  | Stadtbezirk Xiangcheng    | 4.332          | 0,61 %             |
| Provinz Fujian             | Stadt Nanping                    | Stadt Jianyang            | 4.327          | 0,61 %             |
| Provinz Fujian             | Stadt Fuzhou                     | Kreis Yongtai             | 4.231          | 0,6 %              |
| Provinz Guizhou            | AB Qiannan der Bouyei und Miao   | Stadt Fuquan              | 4.022          | 0,57 %             |
| Provinz Fujian             | Stadt Xiamen                     | Stadtbezirk Huli          | 4.017          | 0,57 %             |
| Provinz Zhejiang           | Stadt Quzhou                     | Stadtbezirk Qujiang       | 4.014          | 0,57 %             |
| Provinz Fujian             | Stadt Fuzhou                     | Stadtbezirk Jin'an        | 3.867          | 0,54 %             |
| Provinz Jiangxi            | Stadt Ganzhou                    | Kreis Huichang            | 3.632          | 0,51 %             |
| Provinz Jiangxi            | Stadt Ganzhou                    | Kreis Yudu                | 3.630          | 0,51 %             |
| Provinz Zhejiang           | Stadt Hangzhou                   | Stadt Lin’an              | 3.616          | 0,51 %             |
| Rest Chinas                |                                  |                           | 161.626        | 22,78 %            |